# Infos FM
 (janvier 2023).
Infos FM (NewsRadio) est une série télévisée américaine en 97 épisodes de 21 minutes, créée par Paul Simms et diffusée entre le 21 mars 1995 et le 4 mai 1999 sur le réseau NBC.
En France, la série a été diffusée à partir du 17 juin 1998 sur Comédie !.

## Synopsis
Cette série met en scène le quotidien de WNYX, une radio new-yorkaise appartenant à un milliardaire. Dave Nelson (Dave Foley), directeur de la rédaction, a fort à faire avec les excentricités de son patron (Stephen Root) et une équipe difficile à diriger, entre l'ambitieuse journaliste Lisa Miller (Maura Tierney), l'égocentrique présentateur Bill McNeal (Phil Hartman), et l'électricien complotiste Joe Garelli (Joe Rogan).

## Distribution
- Dave Foley (VF : Luq Hamet) : Dave Nelson
- Stephen Root (VF : Érik Colin) : Jimmy James
- Andy Dick (VF : Alexandre Gillet) : Matthew Brock
- Maura Tierney (VF : Caroline Beaune) : Lisa Miller
- Vicki Lewis (VF : Monika Lawinska) : Beth
- Joe Rogan (VF : Denis Laustriat) : Joe Garrelli
- Khandi Alexander (VF : Céline Duhamel puis Françoise Dasque) : Catherine Duke (1995-1997)
- Phil Hartman (VF : Jean-Claude Montalban) : Bill McNeal (1995-1998)
- Jon Lovitz (VF : Patrice Dozier) : Max Lewis (1998-1999)

## Épisodes

### Première saison (1995)
1. Pilot
2. Inappropriate
3. Smoking
4. The Crisis
5. Big Day
6. Luncheon at the Waldorf
7. Sweeps Week

### Deuxième saison (1995-1996)
1. No, This Is Not Based Entirely on Julie's Life
2. Goofy Ball
3. Rat Funeral
4. The Breakup
5. The Shrink
6. Friends
7. Bill's Autobiography
8. Negotiation
9. The Cane
10. Xmas Story
11. The Station Sale
12. Bitch Session
13. In Through the Out Door
14. The Song Remains the Same
15. Zoso
16. Houses of the Holy
17. Physical Graffiti
18. Led Zeppelin
19. Presence
20. Coda
21. Led Zeppelin II

### Troisième saison (1996-1997)
1. President
2. Review
3. Massage Chair
4. Arcade
5. Halloween
6. Awards Show
7. Daydream
8. Movie Star
9. Stocks
10. Christmas
11. The Trainer
12. Rap
13. Led Zeppelin Boxed Set
14. Complaint Box
15. Rose Bowl
16. Kids
17. Airport
18. Twins
19. Office Feud
20. Our Fiftieth Episode
21. Sleeping
22. The Real Deal
23. Mistake
24. Space
25. Injury

### Quatrième saison (1997-1998)
1. Jumper
2. Planbee
3. The Public Domain
4. Super Karate Monkey Death Car
5. French Diplomaty
6. Pure Evil
7. Catherine Moves On
8. Stupid Holiday Charity Talent Show
9. The Secret of Management
10. Look Who's Talking
11. Chock
12. Who's the Boss : Part 1
13. Who's the Boss : Part 2
14. Security Door
15. Big Brother
16. Beep, Beep
17. Balloon
18. Copy Machine
19. Monster Rancher
20. 4:20
21. Jackass Junior High
22. Sinking Ship

### Cinquième saison (1998-1999)
1. Bill Moves On
2. Meet Max Louis
3. Lucky Burger
4. Noise
5. Flowers for Matthew
6. Jail
7. The Lam
8. Clash of the Titans
9. Boston
10. Spooky Rapping Crypt
11. Stinkbutt
12. Apartment
13. Towers
14. Hair
15. Assistant
16. Wino
17. Wedding
18. Ploy
19. Padded Suit
20. Freaky Friday
21. Retirement
22. New Hampshire

## Autour de la série
- Phil Hartman qui a joué Bill McNeil, ne terminera jamais la série, car il a été assassiné le 28 mai 1998, une semaine après la diffusion du dernier épisode de la 4e saison.
- Grâce à cette série, Maura Tierney se faisait connaître après plus de dix ans de carrière. Après la fin de NewsRadio, elle tourna dans une autre série : Urgences dans le rôle d'Abby Lockhart.
- La série fut arrêtée un premier temps en mai 1998 à la suite du meurtre de Phil Hartman survenu quelques jours auparavant, mais fut reconduite pour une cinquième et dernière saison.